# アレクセイ・ベルボフ
アレクセイ・イーゴレヴィチ・ベルボフ（ロシア語: Алексей Игоревич Вербов, 1982年1月31日 - ）は、ロシアの元男子バレーボール選手、ビーチバレー選手、バレーボール指導者。モスクワ出身。ポジションはリベロ。ロシア代表。

## 来歴
1998年、MGFSOオリンプに入団。MGTUモスクワ、CSKAモスクワを経て2003年に移籍したロシア・スーパーリーグのロコモティフ・ベロゴリエ在籍時にロシアカップ優勝、2003-2004シーズンのリーグ優勝、CEVチャンピオンズリーグ優勝を飾った。
ビーチバレーユースロシア選手権優勝3回、2002年ビーチバレーユース世界選手権3位、2003年U-23ビーチバレー欧州選手権優勝の経歴を持ち、ビーチバレー選手として活躍したのち、ロシア代表のリベロに抜擢。2003年12月29日に行われたオランダ戦で代表デビューを飾り、2004年アテネオリンピックで銅メダルを獲得した。
ガスプロム・ユグラ・スルグトを経て復帰したロコモティフ・ベロゴリエでは、2005年ロシアカップ優勝、2005-2006年欧州チャンピオンズリーグ3位に貢献し、ベストリベロ賞を受賞。ロシア代表として出場した2006年世界選手権はチーム自体は過去最低の7位タイと振るわなかったが、ベストディガー賞、ベストレシーバー賞、ベストリベロ賞の3賞を独占受賞した。
準優勝を飾った自国開催の2007年欧州選手権でベストリベロ賞、2007年ワールドカップで銀メダルを獲得。2008年北京オリンピックでは2大会連続銅メダル獲得に貢献し、ベストディガー賞を受賞。2009年ワールドリーグでは2006年大会に続き2度目のベストリベロ賞を受賞した。2009年に移籍したゼニト・カザンでは17年ぶりに開催された2009年世界クラブ選手権3位に貢献しベストリベロ賞を受賞。同年ロシアカップで優勝し、2009-2010シーズンのリーグ優勝を飾った。
2010年6月、イスクラ・オジンツォボへ移籍。
2016年、リオデジャネイロオリンピック出場後からゼニト・カザンの選手兼コーチとしてプレー。ウラジーミル・アレクノの代わりにチームの指揮を執る機会もあり、2018/19シーズンでは多くの試合で指揮を執った。2019年に選手を引退。
2019年の男子ユニバーシアード代表、2020年のクズバスの指揮を経て、2021年にゼニト・カザンの監督に就任した。

## 球歴
- オリンピック - 2004年（銅メダル）、2008年（銅メダル）
- 世界選手権 - 2006年（7位）、2010年（5位）
- ワールドカップ - 2007年（銀メダル）
- ワールドリーグ - 2007年（準優勝）、2006年、2008年、2009年（3位）、2013年（優勝）
- 欧州選手権 - 2005年、2007年（準優勝）、2013年（優勝）

## 所属クラブ
選手
- MGFSOオリンプ（1998-1999年）
- MGTUモスクワ（1999-2000年）
- CSKAモスクワ（2000-2003年）
- ロコモティフ・ベロゴリエ（2003-2004年）
- ガスプロム・ユグラ・スルグト（2004-2005年）
- ロコモティフ・ベロゴリエ（2005-2007年）
- イスクラ・オジンツォボ（2007-2009年）
- ゼニト・カザン（2009-2010年）
- イスクラ・オジンツォボ（2010-2012年）
- ウラル・ウファ（2012-2013年）
- ゼニト・カザン（2013-2019年）

指導者
- ゼニト・カザン（2016-2020年）
- 男子ユニバーシアード代表（2019年）
- クズバス（2020-2021年）
- ゼニト・カザン（2021-）